# Добровольск (Калининградская область)
Доброво́льск (до 1545 — Шлоссберк, с 1545 по 1938 год — Пилька́ллен (нем. Pillkallen), с 1938 по 1947 год — Шло́ссберг (нем. Schlossberg; букв. Замковая гора) — посёлок сельского типа в Краснознаменском муниципальном округе Калининградской области.
С 1818 до 1947 года являлся районным центром крайса Пилькаллен (современного Краснознаменского района). До 2016 года административный центр Добровольского сельского поселения.

## География
Посёлок располагается на востоке Калининградской области, примерно в 45 км к северо-востоку от Черняховска, в 55 км к юго-востоку от Советска и 125 км к востоку от Калининграда.

## История

### Ранняя история
Поселение относилось к исторической области Надровия, которая (вместе с Самбией) оказалась в составе государства Тевтонского ордена в ходе постепенного завоевания Тевтонским орденом земель пруссов (по основании в 1255 году Кёнигсбергского замка на Самбийском полуострове).
Шлоссберк был основан в 1516 году (по другим данным в 1510 году), согласно домовой книги» Рагнита — в составе католического государства Тевтонского ордена.

### В составе немецкой Пруссии
С 1525 года, по исходе польско-тевтонской войны — в составе «секуляризированного» (под влиянием идей Мартина Лютера) герцогства Пруссия, первого в истории протестантского государства.
В 1545 году селение стало именоваться Пилькаллен.
В 1549 году была построена деревянная евангелическая кирха, а в 1550 году открыта школа. С 1561—1562 годов в Пилькаллене стали проводиться ежегодные торговые ярмарки.
В 1565 году кирха была перестроена на каменном фундаменте.
С 1701 года в составе Королевства Пруссия.
В 1709-1711 годах Пилькаллен подвергся эпидемии чумы, после которой в поселении осталось только 14 хозяйств.
Прусский король Фридрих Вильгельм I дал Пилькаллену (как и соседнему Гумбиннену) права города 16 марта 1725 года.
В 1756 году была освящена перестроенная из валуна кирха с деревянной башней на Торговой площади.
В 1758 г. русский поручик Плеве с отрядом казаков привел к присяге царице Елизавете население г. Пилькаллена на Торговой площади.
В 1772 году город насчитывал 1302 жителя.
В июне 1812 году перед вторжением в Россию через Пилькаллен прошли 30 тыс. солдат 1-го французского корпуса маршала Даву армии Наполеона. А уже в декабре через город французы маршала Мюрата отступали , преследуемые русским авангардом – казаками атамана Платова Матвея Ивановича, генерала от кавалерии и войсками 3-й армии адмирала Чичагова Павла Васильевича.
В феврале 1813 года  – Пилькалленские бюргеры снарядили отряд в армию прусского генерала Йорка, которая участвовала в боях с Наполеоновскими войсками в Германии и Европе.
В 1815 году в городе расположено земельное управление.
1 сентября 1818 года был образован крайс (район) Пилькаллен.
В 1818 году была построена реформистская кирха, которая просуществовала до 1925 года.
В 1871 году население города составило более 3000 человек.
Через год, в 1872 году, в Пилькаллене произошёл сильнейший пожар, сгорело 50 жилых домов и 85 флигелей.
В 1892 году открылось движение по железной дороге Шталлупёнен (ныне Нестеров) — Тильзит (ныне Советск (через Пилькаллен), а в 1901 году было открыто движение по узкоколейной железной дороге Пилькаллен — Лазденен (ныне Краснознаменск), Пилькаллен — Ширвиндт (ныне Кутузово).
В 1910 году на горе Мюлленберг построена водонапорная башня, а также был произведён последний ремонт кирхи, построена каменная башня со шпилем и часами.
Во время Первой мировой войны город дважды занимался русскими войсками: в августе 1914 года кавалерийскими частями 1-й русской армии генерал-лейтенанта Хана Нахичеванского и с октября по январь 1915 года.
31 июля 1915 года город посетили кронпринцессы Августа-Виктория и Сецилия, а уже в следующим месяце проездом в Пилькаллене побывал и кайзер Вильгельм II.
В 1934 году на торговой площади возле кирхи был установлен памятник в честь погибших в годы войны немецких солдат. В 1933—34 годах были построены районная больница на 130 мест, городской стадион и купальня.
В Восточной Пруссии Пилькаллен был известен сельскохозяйственными и промышленными ярмарками. Пользовались известностью местные традиционные напитки — коктейли «Пиллькаллер» и «Молоко кобылиц из Пилькаллена».
У Пилькаллена был свой герб, утверждённый в 1911 году, в верхнем червлёном поле которого были изображены три золотые мельницы, а внизу — серебряная крепостная стена с воротами.
В 1938 году, при Гитлере, в рамках ликвидации топонимов литовского происхождения, город был переименован в Шлоссберг. Перед Второй мировой войной население города составляло 5 800 жителей.

### В составе СССР и России
В конце Великой Отечественной войны 16 января 1945 года городом овладели войска 3-го Белорусского фронта в ходе Инстербургско—Кенигсбергской операции (часть сил 124 сд 94 ск 39 А). Во время боёв город 4 раза переходил из рук в руки. Потери Красной Армии были весьма значительны, в связи с чем Пилькаллен был переименован (в статусе города) в Красноармейск.
25 июля 1947 года Пилькаллен был переименован в Добровольск и утратил статус города. Позже, примерно в 1947 году, когда область была поделена на районы, центр района был перенесён в нынешний Краснознаменск, который в 1945 году был назван Добровольском, потому как сдался на милость завоевателей добровольно. После этого Красноармейск был переименован в Краснознаменск, а название Добровольск было закреплено за существующим ныне посёлком.
1 сентября 1948 года начались занятия в семилетней школе, разместившейся в здании бывшего отеля. В 1952 году семилетняя школа стала средней. В 1961 году начались занятия во вновь отстроенной средней школе, разместившейся в бывшей гимназии.
9 мая 1978 года был открыт мемориал на братской могиле советских воинов, павших в 1944—1945 годах.
30 июня 2008 года  в соответствии с Законом Калининградской области № 256 образовано Добровольское сельское поселение, в состав которого вошли территории бывших Добровольского, Побединского и Правдинского сельских округов.
30 июля 2009 года утверждён флаг и герб Добровольска.
В 2009 – 2010 годах поселок дважды занимал II место в конкурсе «Самый благоустроенный поселок Калининградской области», уступив только пгт Янтарный.
В 2011 году в Добровольске насчитывается 578 домохозяйств.
6 июня 2016 года праздновалось 500-летие Пилькаллена-Шлоссберга-Добровольска. В этом же году Добровольское сельское поселение было упразднено.
30 сентября 2017 г. был освящён камень в основании будущего православного храма, который был построен в 2022 году честь иконы Божией Матери «Одигитрия» в русском северном стиле
В 2022 году в Добровольске проживает 1943 человека, согласно подомовой книги территориального отдела. 28 декабря было открыто новое, современное здание детского сада "Светлячок", рассчитанное на 80 мест.
В 2024 году Добровольск победил в голосовании за благоустройство площади Героев в федеральном проекте «Формирование комфортной городской среды» на 2025 год.

## Население
| 1772  | 1802  | 1810  | 1816  | 1821  | 1875  | 1890  |
| ----- | ----- | ----- | ----- | ----- | ----- | ----- |
| 1230  | ↗1290 | ↘1142 | ↘1057 | ↗1374 | ↗2386 | ↗2869 |
| 1905  | 1910  | 1933  | 1939  | 2002  | 2010  |       |
| ↗4290 | ↗4347 | ↗5005 | ↗5833 | ↘1555 | ↗1693 |       |

## Инфраструктура
В посёлке есть начальная и средняя школы, детский сад, амбулатория, храм иконы Божией Матери «Одигитрия» и психоневрологический интернат «Дубрава».
Ежегодно проводится местный праздник — День посёлка.
В Добровольске расположено несколько воинских кладбищ и памятников:
- Немецкое и русское кладбища солдат, погибших во время Первой мировой войны, позднее и Второй мировой войны.
- Памятник (обелиск) погибшим на франко-прусской войне 1870−1871 годов, являющийся выявленным объектом культурного наследия Калининградской области.
- Мемориальный комплекс воинам, погибшим во Второй мировой войне — на сегодняшний день там захоронено более 7,7 тысяч человек. Эта площадь называется - площадью Героев. До 1978 года, года создания Мемориала, площадь называлась - площадью 68 Героев, по количеству похороненных на ней воинов Великой Отечественной войны.